# لانس فرانكلين
لانس فرانكلين (بالإنجليزية: Lance Wanklin)‏ هو لاعب كرة قدم أسترالية أسترالي، ولد في 30 يناير 1987 في برث في أستراليا.

## وصلات خارجية
- لانس فرانكلين على موقع AustralianFootball.com (الإنجليزية)
- لانس فرانكلين على موقع AFLtables.com (الإنجليزية)